# Абалак (Нигер)
Абалак (фр. Abalak), также Абалаг (фр. Abalagh), — город в департаменте Абалак на востоке региона Тахуа на западе Нигера. Абалак — не только город, но ещё и городская коммуна.
Согласно переписи 2011 года, население коммуны составило 33 882 человека.

## География
Абалак находится недалеко от северного края Сахеля, граничит с пустыней Сахара. Город также лежит на южной окраине сухих равнин и речных долин Азавага.
Город лежит в сухом русле реки, вади. В той местности сохраняются подземные воды даже в течение долгого сухого сезона.

## Экономика и инфраструктура
Абалак расположен вдоль шоссе, соединённого с главной асфальтированной магистралью Ниамей-Тахуа-Агадес-Арли. Дорога проходит на северо-востоке от Абалака. На юге местная дорога соединяет Абалак с городом Кейта, затем — с основной дорожной сетью.
Абалак — рыночный город регионального уровня. На нём также продаются животные, выращенных скотоводами и сезонными кочевниками этого района. В городе также развито необычное для этого засушливого региона ремесло — рыболовство. Рыбу ловят в искусственном озере, созданного плотиной на сезонной реке недалеко от города.
Город является центром для народов водабе и фульбе, а также для кочевых туарегов.